# Isophya brevicauda
Isophya brevicauda är en insektsart som beskrevs av Willy Adolf Theodor Ramme 1931. Isophya brevicauda ingår i släktet Isophya och familjen vårtbitare. Inga underarter finns listade i Catalogue of Life.